# 武汉动物园
30°32′42″N 114°14′13″E / 30.54511°N 114.23705°E

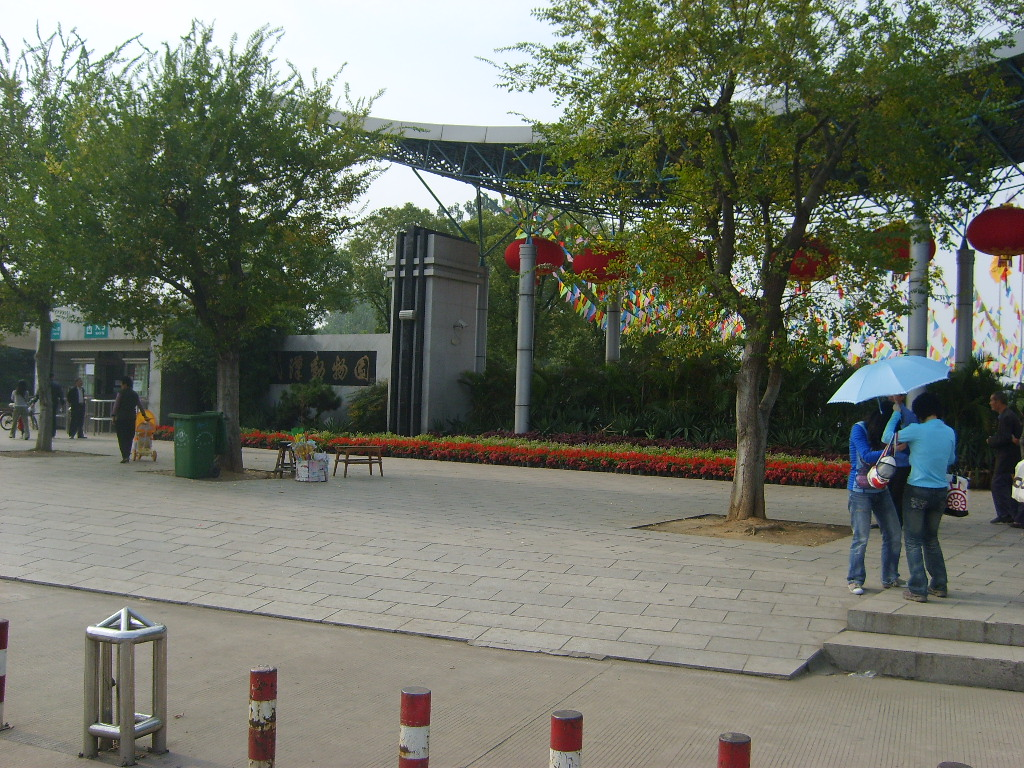
武汉动物园

武汉动物园，位于湖北省武汉市汉阳区墨水湖畔。园内以观赏动物为基础，以发展灵长类尤其是以神农架亚种金丝猴为特色。

## 逸聞
武汉动物园是由原武汉市中山公园动物园迁出独立发展起来，1975年开始筹建，1985年正式对外开放，主要建筑为动物展馆、园林野生动物园、陆生动物表演馆、海狮表演馆、郢趣园等。1987年7月，经国家建设部考察，武汉动物园被列入全国八大动物园之一。1998年建成猩猩馆。1991年，建成中国第一个金丝猴人工繁育基地。
受COVID-19疫情影响，武汉动物园关闭。2020年4月8日重启，在关闭期园内有两只小麋鹿、一只小马相继出生，为纪念此事，三只动物分别命名为“解封”、“抗疫”、“重启”。大熊猫花“胖妞”、“春俏”还分别胖了15斤和10斤。